# بطولة تونس للكرة الطائرة للرجال 1988-1989
بطولة تونس للكرة الطائرة للرجال 1988-1989 هو الموسم رقم 34 من بطولة تونس للكرة الطائرة للرجال.

فاز بهذا الموسم النادي الأفريقي.

## روابط خارجية
- الموقع الرسمي للجامعة التونسية للكرة الطائرة.